# Grethe Meyer
Grethe Henriette Kjældgaard Meyer (født 8. april 1918 i Svendborg, død 25. juni 2008) var en dansk arkitekt og designer.
Meyer blev student fra fra Statens og Hovedstadskommunernes Kursus i 1940 og dimitterede som arkitekt fra Kunstakademiets Arkitektskole i 1947. Hun var fra 1944 til 1955 medarbejder ved samleværket Byggebogen, der gennem en årrække blev anvendt som undervisningsmateriale på arkitektuddannelserne. Indtil 1960 var hun desuden ansat ved Statens Byggeforskningsinstitut. Samme år etablerede hun egen tegnestue.
Blandt Meyers værker er Boligens byggeskabe, tegnet sammen med Børge Mogensen. Hun står desuden bag glasserien Stub for Kastrup Glasværk (sammen med Ibi Trier Mørch, 1958-1960), Royal Copenhagen-stellene Blåkant (fra 1965), Ildpot (1976-1996) og Hvidpot (fra 1972) samt bestikserien Copenhagen for Georg Jensen (fra 1991).
På basis af videnskabelige analyser og med et enkelt og stramt formsprog skabte hun nogle af dansk designs klassikere. Der lavet en dokumentarfilm om hende og hendes design, filmen hedder Grethe Meyer - Danmarks porcelænsdronning. Hun modtog i 1983 Thorvald Bindesbøll Medaljen og i 2002 C.F. Hansen Medaljen. Fra 1980 var hun tildelt Statens Kunstfonds lisvarige ydelse.